# Plesná
Plesná, (in tedesco Fleißen) è una città della Repubblica Ceca facente parte del distretto di Cheb, nella regione di Karlovy Vary.